# Strančice
Strančice település Csehországban, a Kelet-prágai járásban. Strančice Říčany, Světice, Petříkov, Kunice, Mnichovice, Popovičky és Všestary településekkel határos. Lakosainak száma 2852 fő (2024. január 1.).

## Népesség
A település lakosságának változását az alábbi diagram mutatja:
| Lakosok száma | 994  | 896  | 1074 | 1758 | 1532 | 1443 | 2323 | 2469 | 2594 | 2852 |
|               | 1869 | 1890 | 1921 | 1950 | 1980 | 2001 | 2017 | 2019 | 2022 | 2024 |